# Ouled Yahia Khedrouche
Ouled Yahia Khedrouche è un comune dell'Algeria, situato nella provincia di Jijel.